# 흑산 진리당
흑산 진리당은 전라남도 신안군 흑산면 진리에 있는 신당이다. 2000년 1월 31일 신안군의 향토유적 제1호로 지정되었다.

## 개요
상당과 용신당으로 구성되어 있으며, 과거에 흑산군도 전체의 본당이라 불릴 만큼 권위가 높았다

## 참고 자료
- 진리당 - 신안군청 / 향토자료